# Salvatore Tatarella
Salvatore Tatarella (n. 11 octombrie 1947, Cerignola, Apulia, Italia – d. 28 ianuarie 2017, Bari, Italia) a fost un om politic italian, membru al Parlamentului European în perioada 2004-2009 din partea Italiei.
1. ↑  Salvatore Tatarella
2. 1 2 3  Deputații în Parlamentul European